# Tatyana Ledovskaya
Tatyana Ledovskaya ou encore Tatsyana Lyadouskaya (en biélorusse : Тацяна Лядоўская, aussi souvent en russe : Татьяна Ледовская), née le 21 mai 1966, est une athlète biélorusse qui concourait pour l'URSS.
Spécialiste du 400 m haies, elle a aussi souvent participé aux relais victorieux du 4 × 400 m soviétique des années 1990. Aux Jeux olympiques de 1988 à Séoul, elle remporta la médaille d'argent du 400 m haies derrière l'australienne Debbie Flintoff-King. Avec le relais 4 × 400 m, elle remporta l'or.

## Palmarès

### Jeux olympiques
- Jeux olympiques de 1988 à Séoul (Corée du Sud)
  -  Médaille d'argent sur 400 m haies
  -  Médaille d'or en relais 4 × 400 m
- Jeux olympiques de 1992 à Barcelone (Espagne)
  - 4e sur 400 m haies

### Championnats du monde d'athlétisme
- Championnats du monde d'athlétisme de 1991 à Tokyo (Japon)
  -  Médaille d'or sur 400 m haies
  -  Médaille d'or en relais 4 × 400 m

### Championnats d'Europe d'athlétisme
- Championnats d'Europe de 1990 à Split (Yougoslavie)
  -  Médaille d'or sur 400 m haies
  -  Médaille d'argent en relais 4 × 400 m

## Records
| Épreuve     | Performance | Lieu      | Date         |
| ----------- | ----------- | --------- | ------------ |
| 400 m haies | 53 s 11     | Tokyo     | 29 août 1991 |
| 400 m       | 50 s 93     | Leningrad | 12 juin 1988 |